# Bernhard II. von Ratzeburg
Bernhard II. von Ratzeburg († 1198 in Ratzeburg) aus dem Geschlecht der Badwiden war Graf von Ratzeburg.
Bernhard, ein Sohn des Grafen Bernhard I. von Ratzeburg, war zunächst für eine kirchliche Laufbahn vorgesehen und wurde Domherr in Magdeburg, beerbte dann jedoch seinen Vater, nachdem seine beiden älteren Brüder Volrad (um 1180) und Heinrich (um 1190) gefallen waren.
Er heiratete Adelheid von Wassel (* um 1175; † 27. Oktober 1244). Das Paar hatte einen Sohn, Bernhard III. von Ratzeburg († 1199), der seinen Vater jedoch nur um etwas mehr als ein Jahr überlebte. Mit ihm starb das badewidische Haus im Mannesstamm aus.
Nach dem Tod ihres Mannes heiratete Adelheid den Grafen Adolf I. von Dassel, der dann von Herzog Bernhard I. mit der Grafschaft Ratzeburg belehnt wurde, sie aber schon im Mai 1200 (oder 1201) nach der verlorenen Schlacht bei Waschow an König Knut VI. von Dänemark verlor.